# Tetragnatha tullgreni
Tetragnatha tullgreni este o specie de păianjeni din genul Tetragnatha, familia Tetragnathidae, descrisă de Lessert, 1915. Conform Catalogue of Life specia Tetragnatha tullgreni nu are subspecii cunoscute.